# Galeichthys
Galeichthys es un género de peces actinopeterigios marinos, distribuidos por costas del sureste del océano Atlántico, surestel del océano Pacífico y por el océano Índico.

## Especies
Existen cuatro especies reconocidas en este género:
- Galeichthys ater Castelnau, 1861
- Galeichthys feliceps Valenciennes, 1840
- Galeichthys peruvianus Lütken, 1874
- Galeichthys trowi Kulongowski, 2010